# Besozzo
Besozzo est une commune italienne de la province de Varèse dans la région Lombardie en Italie.

## Géographie
Besozzo est située entre les collines qui s'étendent entre le lac de Varese et le lac Majeur. Elle est traversée par le ruisseau Bardello.

## Histoire
Le vieux centre, situé dans la partie supérieure du village, a des points d'intérêt historique et artistique. 
Plusieurs maisons patriciennes du XVIe – XIXe siècle sont visibles le long des rues principales du haut Besozzo, qui conservent des éléments architecturaux intéressants: des portails, des cours, des colonnades, des décorations, des escaliers, des jardins. 
Le noyau appelé le Castello, est connue pour sa tour d'entrée élégante (fin de la Renaissance), avec une loggia avec des colonnes qui se terminent en sommet, et un beau portail rustique flanqué de deux colonnes. 
En face du château se trouve le palais Adamoli avec le portail d'entrée de facture Renaissance et des décorations et un balcon du XVIIIe siècle. 
Entre les deux bâtiments dans le parc, une ancienne tour du château d'origine médiévale à briques apparentes domine la vallée. 
Sur la colline en face du château se trouve le cœur religieux de Besozzo, formé par l'église baroque de SS.Alessandro et Tiburcio, monument historique et artistique du XVIe siècle (autel du XVIIe de l'œuvre de l'atelier Buzzi Viggiù), l'oratoire canonique de Saint Nicon (façade du XVIIIe siècle par Baroffio) et les sanctuaires de la Via Crucis.
Dans le district de San Antonio a été conservé l'ancienne église de Saint-Antoine.

## Économie
La ville basse de Besozzo, plus moderne, est le centre de la vie commerciale. Elle s'est développée autour de vieux moulins et de scieries.

## Administration
| Période                                  | Période  | Identité    | Étiquette | Qualité      |
| ---------------------------------------- | -------- | ----------- | --------- | ------------ |
| 29/05/2007                               | En cours | Fabio Rizzi | Lega Nord | anesthésiste |
| Les données manquantes sont à compléter. |          |             |           |              |

### Hameaux
Bogno, Cardana, Olginasio, Binda, Ronco del Ratto, Mercantello, Ronco, Madre, Beverina, Trich, Case Castelletto, Masino, Mercantello, Bozza di Bogno

## Sport
Son club de football est le Verbano Calcio qui évolue en serie D (2011-2012).